# Мемориал-сквер «Журавли над Ильменем»
Мемориал-сквер «Журавли над Ильменем» — мемориал-сквер в Якутске, посвященный воинам-якутянам, погибшим в годы Великой Отечественной войны на озере Ильмень.

## Значение памятника
В пять часов утра 23 февраля 1943 года воины 19-й отдельной лыжной бригады передвигаясь на озере Ильмень вышли к немецким позициям деревни Ретлё. Немецкие солдаты отступили, однако позднее провели контратаку и вернули позиции. Против советских воинов был применён миномётный огонь, артиллерия и авиация. В тяжелом бою советские воины понесли тяжелые потери.

## История памятника
29 сентября 2005 года прошло открытие сквера-мемориала «Журавли над Ильменем», увековечившего в памяти 220 воинов-якутян, погибших 23 февраля 1943 года на озере Ильмень Новгородской области. Директор общественного фонда «Мемориал памяти погибшим на озере Ильмень» Николай Атласов и его заместитель Анатолий Кириллин придумали идею сквера. Разработкой дизайна проекта занимались студенты филиала Московского института современного искусства под руководством заместителя главного архитектора Якутска Семена Сергеева.
В мемориале установлены плиты из камня в форме трех треснувших льдин. На них имеются имена погибших жителей республики Якутии. Трагедия на озере Ильмень стало самой кровопролитной военной операции для призванных жителей Якутии за все время Великой Отечественной войны 1941—1945 годов.